# James Nesmith

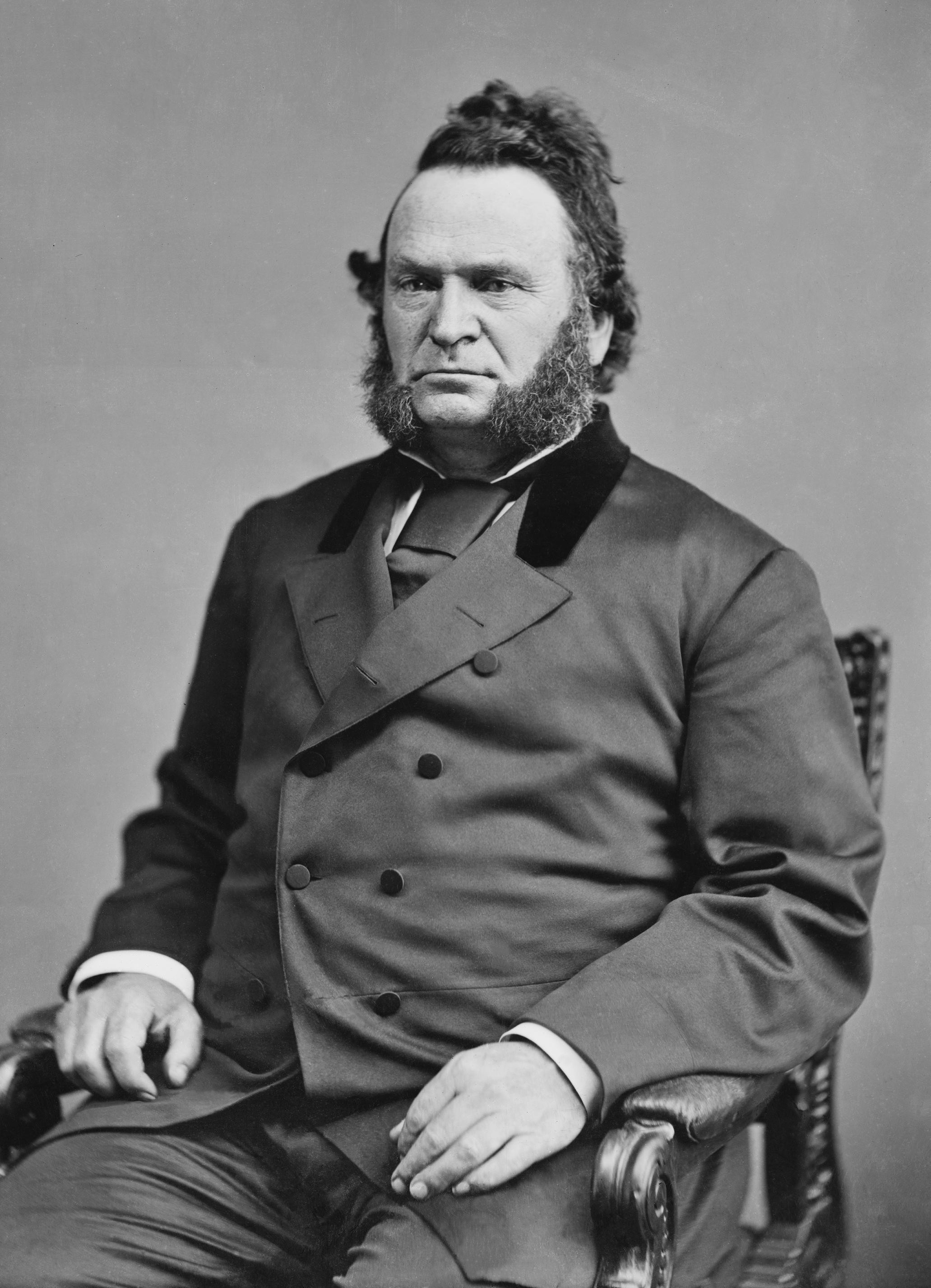
James Nesmith

James Willis Nesmith, född 23 juli 1820 i New Brunswick, död 17 juni 1885 i Rickreall, Oregon, var en amerikansk demokratisk politiker. Han representerade delstaten Oregon i båda kamrarna av USA:s kongress, först i senaten 1861–1867 och sedan i representanthuset 1873–1875.
Nesmith föddes då hans amerikanska föräldrar var på besök på den kanadensiska sidan av gränsen. Han växte upp i Maine och i New Hampshire.
Nesmith studerade juridik och var sedan verksam som jordbrukare. Han arbetade som sheriff i Oregonterritoriet 1853–1855. Han efterträdde 1861 Joseph Lane som senator för Oregon. Han ställde upp för omval efter en mandatperiod i senaten men besegrades av republikanen Henry W. Corbett. Nesmith nominerades sedan till chef för USA:s diplomatiska beskickning i Österrike men senaten godkände inte utnämningen.
Kongressledamoten Joseph G. Wilson avled 1873 i ämbetet och efterträddes av Nesmith. Han efterträddes i sin tur 1875 av George Augustus La Dow.